# Ralph Tresvant
Ralph Edward Tresvant (Boston, 16 mei 1968) is een Amerikaans zanger, songschrijver, platenproducent en radiopresentator. Hij is de leadzanger van de r&b-groep New Edition en brengt sinds 1990 ook soloalbums uit.

## Biografie

### Vroege jaren
Tresvant is de oudste zoon van Patricia Tresvant en Ralph Hall. Hij groeide op in de Bostonse wijk Roxbury met zus LaTonya en broer Andre. Op de middelbare school ontstond het idee om een groep te beginnen; samen met Bobby Brown, Ricky Bell en Michael Bivins trad Tresvant op tijdens lokale talentenjachten in Roxbury. Ze werden ontdekt door Brooke Payne die behalve aanstormend producent en songschrijver ook lokaal manager en choreograaf was.
De groep deed auditie voor Payne die vervolgens de naam New Edition verzon om aan te geven dat het hier om "een nieuwe editie" van The Jackson 5 ging. Dit sloot aan bij de plannen van Maurice Starr; hij tekende de groep voor zijn onafhankelijke platenlabel Streetwise Records en voegde Paynes neefje Ronnie DeVoe toe als vijfde lid. Hun debuutalbum Candy Girl kwam in 1983 uit en bezorgde de groep een succesvolle start. De teenyboppersingles Popcorn Love, Is This the End, Jealous Girl en het titelnummer werden stuk voor stuk hits.

### Carrière
Na een ruzie over geld verbrak New Edition de banden met Starr stapte het over naar de grote platenmaatschappij MCA waarop het eponieme tweede album verscheen. Het zwoele tastbare stemgeluid van Tresvant werd het handelsmerk van de groep en stond garant voor meer hits waaronder zoals de top 5-single Cool It Now.
Na het vertrek van Bobby Brown begon Tresvant met de gedachte te spelen om solo verder te gaan omdat hij zich niet gewaardeerd voelde door de andere groepsleden. De introverte Tresvant besloot uiteindelijk te blijven en deelde voortaan de leadzang met zijn beoogde plaatsvervanger Johnny Gill. Hij ging pas overstag na de solosuccessen van Bobby Brown en Bell Biv DeVoe, het zijproject van Ricky Bell, Michael Bivins en Ronnie DeVoe. In 1990 verscheen zijn titelloze debuutalbum met de dragende single Sensitivity die twee weken bovenaan de r&b-chart stond gedurende een verblijf van vier weken. De opvolgers, Do What I Gotta Do en Stone Cold Gentleman (met gastrol van Bobby Brown), haalden de top 5. Tresvants solodebuut verkocht twee miljoen exemplaren en werd bekroond met dubbel platina. Zijn succes onder eigen naam was dusdanig dat 13 oktober in Boston en Little Rock (Arkansas) werd uitgeroepen tot Ralph Tresvant Day.
New Edition kwam in 1996 weer bijeen in bezettingen met en zonder Brown; daarnaast bleef Tresvant solomateriaal uitbrengen of in samenwerking met derden. Zo was hij te horen op de soundtracks voor de films Mo' Money (Money Can't Buy You Love) en The Preacher's Wife (Somebody Bigger Than You and I). Ook had Tresvant een cameo in de populaire urbancomedy House Party 2 voor welke soundtrack hij de singles Rated-R en Yo Baby Yo opnam.
In 2019 en 2020 bracht Tresvant twee singles uit met Johnny Gill; Perfect en All Mine.
Ondertussen werd Tresvant ook radio-dj; zijn Inside the Ride with Ralph Tresvant ging op 5 september 2016 in première bij The BASS of Boston WZBR 1410 AM. Op 13 februari 2023 nam hij het programma Love and R&B over van oud-stalgenoot Al B. Sure bij de zender Urban One Inc's Reach Media.

## Discografie

### Solo
- Ralph Tresvant (1990)
- It's Goin' Down (1994)
- Rizz-Wa-Faire (2006)

### New Edition
- Candy Girl (1983)
- New Edition (1984)
- All for Love (1985)
- Under the Blue Moon (1986)
- Heart Break (1988)
- Home Again (1996)
- One Love (2004)

## Filmografie
- 1985: Knight Rider als New Edition
- 1985: Krush Groove als New Edition
- 1991: House Party 2 als zichzelf
- 2004: Barbershop Blues als Jake
- 2006: Triple Cross als Sonny
- 2008: Behind RizzWaFaire
- 2014: Get on Up als Sam Cooke
- 2018: Girls Trip als New Edition

- Bibliothèque nationale de France: cb13933530s (data)
- Gemeinsame Normdatei: 134700988
- International Standard Name Identifier: 0000 0000 5513 8171
- Library of Congress Control Number: n91128745
- MusicBrainz: de2ddcdd-66ff-487c-9537-560153200a4e
- Virtual International Authority File: 27255367
- WorldCat: E39PBJjdb8PGmgGfxfC8pyth73